# Vicari (antiga Roma)
Originalment, a l'antiga Roma, el càrrec de vicari (llatí: vicarius) era un equivalent al de virrei. Era una part del títol de diversos oficials. Cada vicari era assignat a un oficial superior específic, després del mot el títol era generalment completat per un genitiu (p. ex. vicarius praetoris). En un nivell baix de la societat, l'esclau d'un esclau, possiblement contractat per recollir diners per comprar manumissió, era un servus vicarius.
Més tard durant la dècada de 290 DC, l'emperador Dioclecià feia una sèrie de reformes administratives, que van conduir al període del Dominat. Aquestes reformes també veien el nombre de províncies romanes augmentades, i la creació d'un nivell administratiu nou, la diòcesi.
Les diòcesis, inicialment dotze, agrupaven unes quantes províncies, cada una amb el seu propi governador. Les diòcesis eren regides per un vicari, o, més pròpiament, per un agens praefectorum praetorio de vicis («representant del prefecte del Pretori»). Una excepció era la Diòcesi d'Orient, que era encapçalada per un comes.
Segons la Notitia Dignitatum (un document de cancelleria imperial de primeria del segle v), el vicari tenia el rang de vir spectabilis; el personal d'un vicari, el seu officium, era bastant similar a un officium governamental. Per exemple, a la diòcesi d'Hispaniae, el seu personal incloïa: 
- El princeps (i.e. cap) de la schola de l'agentes in rebus, amb un grau salarial de ducenarii
- Un cornicularius («cap d'estat major»)
- Dos numerarii
- Un commentariensis
- Un adiutor
- Un ab actis («guarda d'actes»)
- Un cura epistolarum («conservador de correspondència»)
- Un nombre indeterminat de subadiuvae («ajudants de representants»)
- Diversos exceptores (administratius més baixos)
- officium de reliquum de singulares (divers personal domèstic)